# Vaclavas Kidykas
Vaclavas Kidykas (ur. 17 października 1961 we wsi Vitiniai w pobliżu Kretingalė) – litewski lekkoatleta specjalizujący się w rzucie dyskiem, czterokrotny uczestnik letnich igrzysk olimpijskich w latach 1988–2000. W czasie swojej kariery reprezentował również Związek Socjalistycznych Republik Radzieckich.

## Sukcesy sportowe
- sześciokrotny mistrz Litwy w rzucie dyskiem – 1990, 1992, 1993, 1995, 1997, 1999[1]

| Rok  | Miasto    | Zawody                      | Konkurencja  | Wynik         |
| ---- | --------- | --------------------------- | ------------ | ------------- |
| 1986 | Stuttgart | mistrzostwa Europy          | rzut dyskiem | brązowy medal |
| 1987 | Rzym      | mistrzostwa świata          | rzut dyskiem | 8. miejsce    |
| 1996 | Atlanta   | letnie igrzyska olimpijskie | rzut dyskiem | 8. miejsce    |
| 1999 | Sewilla   | mistrzostwa świata          | rzut dyskiem | 5. miejsce    |

## Rekordy życiowe
- rzut dyskiem – 68,44 – Soczi 01/06/1988